# Грб Фредериктона
Грб Фредериктона је пун хералдичких елемената и користи се од стране општинских власти, као званични симбол. Дизајнирао га је др Џејмс Роб, професор хемије на Краљевском колеџу око 1849. до 1850.